# Велф I
Велф I (на немски: Welf I; † 3 септември вер. 825 г.) e граф (819 г. доказан) и основател на династията Велфи.
Той е женен за саксонката Хайлвиг, която през 826 г. (вероятно след неговата смърт) е игуменка на Шел.
Издига се чрез женитбите на дъщерите си с членове от династията на Каролингите. По-голямата му дъщеря Юдит се омъжва 819 г. за Лудвиг Благочестиви, син на Карл Велики, а по-малката Ема Баварска (или Хема) се омъжва за през 827 г. за Лудвиг II Немски, син на Лудвиг Благочестиви.
Велф и Хайлвиг имат най-малко четири деца:
- Юдит, † 9 април 843; ∞ февруари 819 г. император Лудвиг Благочестиви, † 20 юни 840 (Каролинги). Тя става майка на Карл II Плешиви и на Гизела (820 – 874), която е майка на Беренгар I.
- Рудолф I, † 6 януари 866, 829 доказан, 849 г. игумен на Jumièges, 856 игумен на Saint-Riquier, 866 граф на Ponthieu, погребан в Saint-Riquier, ∞ Хруодун (Родуна), † сл. 867
- Конрад I († 21 септември сл. 862), 830 „dux nobilissimus“, 839 – сл. 849 граф в Аргенгау, 839 граф в Алпгау, 844 граф в Линцгау, 849 граф на граф на Париж, след 860 граф на Осер, ∞ Аделхайд 841 – 866 доказана, дъщеря на Хуго граф на Тур (Етихониди) и Бава (тя се омъжва втори път в началото на 864 за Роберт Силни (le Fort), граф на Тур и граф на Париж (Капетинги, Робертини), † 15 септември 866
- Ема Баварска или Хема (* 808; † 31 януари 876)[1], ∞ 827 Лудвиг II Немски, 843 крал на Източното франкско кралство и става майка на кралете Лудвиг III Младши (830 – 882) и Карл III Тлъсти (839 – 888) и Карломан (829 – 880).